# Петро-Марківка
Петро́-Ма́рківка — село в Україні, у Дашівській селищній громаді Гайсинського району Вінницької області. Розташоване за 39 км на південний схід від міста Іллінці. Населення становить 21 особа (станом на 1 січня 2018 р.).

## Історія
12 червня 2020 року, відповідно розпорядження Кабінету Міністрів України № 707-р «Про визначення адміністративних центрів та затвердження територій територіальних громад Вінницької області», село увійшло до складу Дашівської міської територіальної громади.
19 липня 2020 року, в результаті адміністративно-територіальної реформи і ліквідації Іллінецького району, село увійшло до складу Гайсинського району.

## Населення

### Мова
Розподіл населення за рідною мовою за даними перепису 2001 року:
| Мова       | Кількість | Відсоток |
| ---------- | --------- | -------- |
| українська | 43        | 95.56%   |
| російська  | 2         | 4.44%    |
| Усього     | 45        | 100%     |

## Галерея

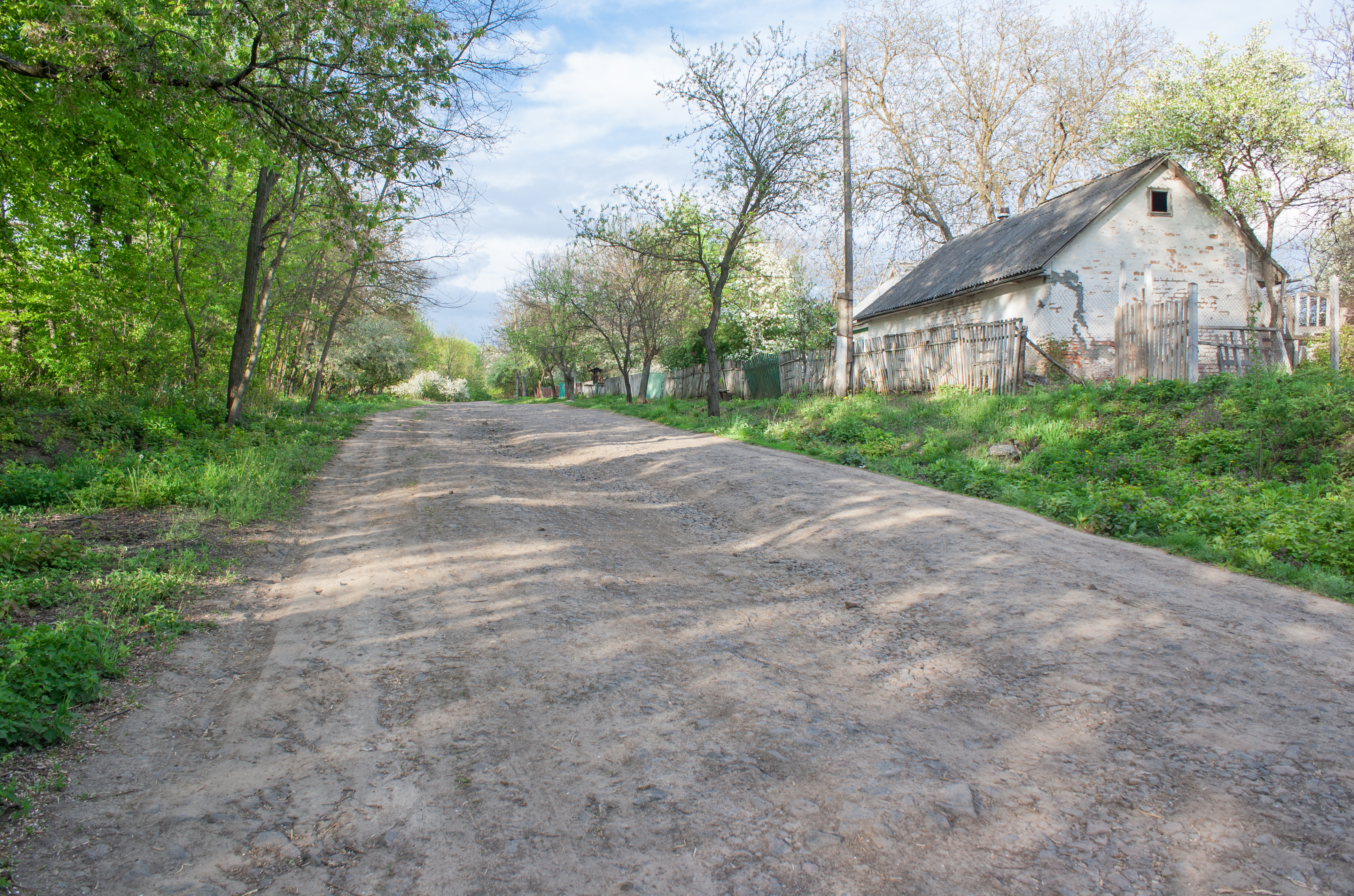
Головна вулиця
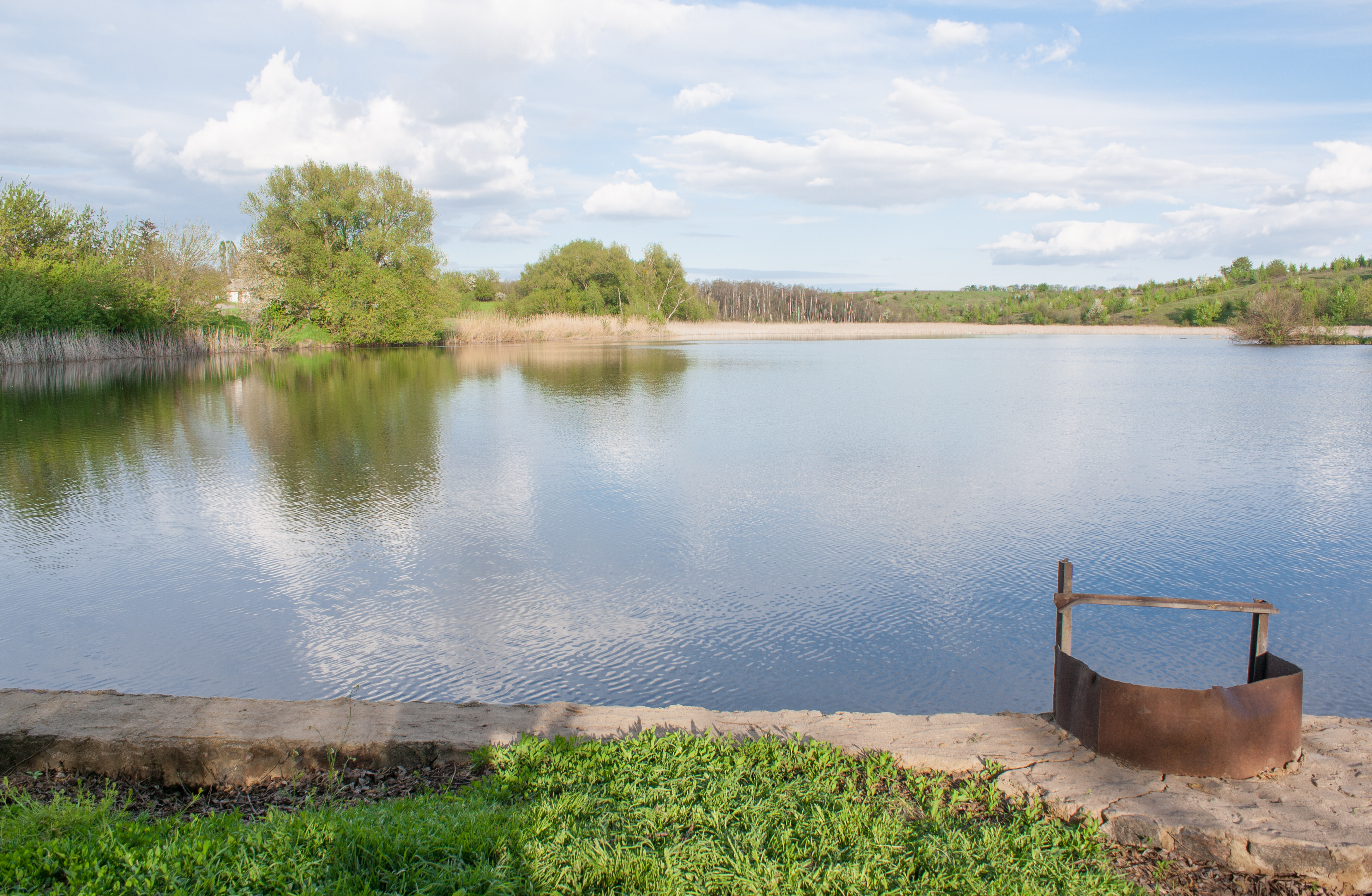
Ставок